# Colin McRae
Colin Steele McRae, MBE (* 5. August 1968 in Lanark, Schottland; † 15. September 2007 ebenda) war ein britischer Motorsportler. Bekannt wurde McRae durch seine langjährige Teilnahme an der Rallye-Weltmeisterschaft und seinen im Jahre 1995 errungenen Weltmeister-Titel. Seine Freunde und Bekannten nannten ihn „Coco“ (Clown), weil er zu schwarz-humorigen Scherzen neigte.

## Leben
Colin McRae war der Sohn des fünffachen Britischen Rallyemeisters Jimmy McRae sowie der ältere Bruder des Rallyefahrers Alister McRae. Schon früh zeigte sich das Talent McRaes im Rennsport. Noch bevor er seinen ersten Führerschein in den Händen hielt, hatte er bereits mit 13 Jahren die schottische Motocross-Meisterschaft der Schüler gewonnen. Nach weiteren erfolgreichen Jahren in diversen Amateur-Rennserien wechselte er 1986 zum Rallyesport. Bereits ein Jahr später trat er dem Britischen Junior Rally Team bei, um an der WRC-Rallye Schweden teilzunehmen. Mit einem Vauxhall Nova errang er den 36. Platz. Bei seinem ersten Rallye-Sieg im Jahre 1988 saß auf dem Beifahrersitz seine Jugendliebe und spätere Ehefrau Alison Hamilton.
Das erste Ausrufezeichen setzte Colin McRae 1989, als er mit einem hinterradgetriebenen Ford Sierra Cosworth bei der Rallye Neuseeland den beachtlichen 5. Platz belegte. Im Jahr 1990 gelang ihm Rang zwei in der Britischen Rallye-Meisterschaft. McRae wurde 1991 von David Richards in das Subaru World Rally Team geholt. In den Jahren 1991 und 1992 gewann er die Britische Rallye-Meisterschaft. Nachdem er 1992 schon die ersten Rallyes in der Weltmeisterschaft bestritten hatte, schlug 1993 seine große Stunde: Mit seinem ersten Sieg beim Weltmeisterschaftslauf in Neuseeland gelang McRae der große Karrieredurchbruch. Gekrönt wurde seine Laufbahn im Jahr 1995, als er die Rallye-Weltmeisterschaft gewann. 1996 bekam er von Eddie Jordan die Chance, einen Formel-1-Wagen zu fahren, bei Testfahrten kam er bis zwei Sekunden an Werksfahrer Martin Brundle heran. Im gleichen Jahr verlieh man ihm den MBE.

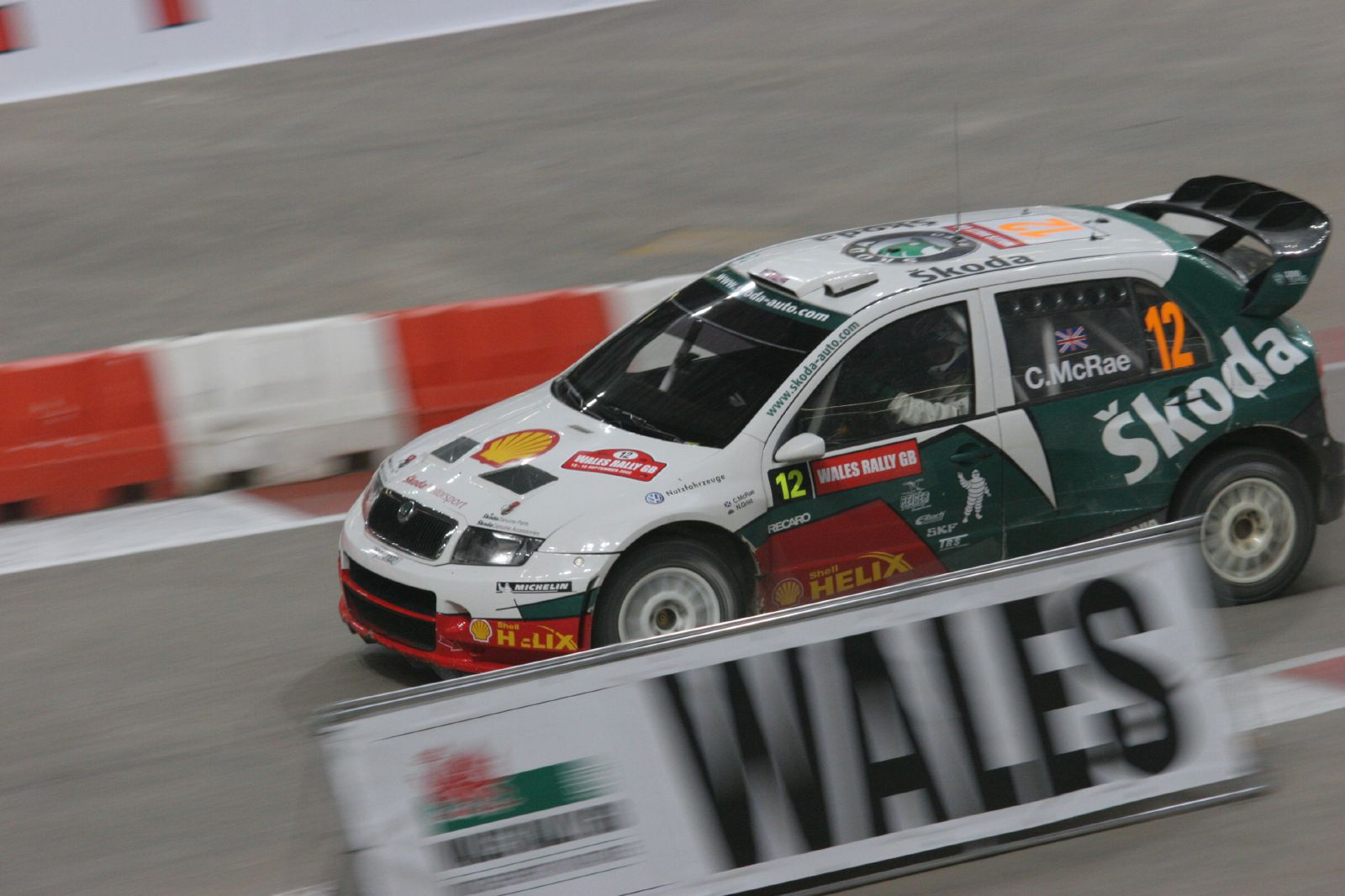
Colin McRae in einem Škoda Fabia WRC bei einer Super Special Stage der Wales Rally GB 2005

In den folgenden Jahren konnte er weitere Siege erringen, zu einem weiteren Weltmeister-Titel reichte es nicht mehr. McRae wechselte nach acht Jahren Subaru zu Ford, doch mehr als Platz zwei in der Gesamtwertung erreichte er nicht mehr. 2003 wechselte er zu Citroën, nach einem mäßig erfolgreichen Jahr entschied er sich für den Ausstieg aus der WRC. 2005 gab McRae bei der Wales Rallye ein Gastspiel in einem Škoda Fabia WRC und 2006 übernahm er nochmals das Steuer eines Citroën Xsara WRC bei der Rallye Türkei als Ersatzfahrer für den verletzten Sébastien Loeb.
Ab 2004 war Colin McRae für Nissan bei großen Langstrecken-Rallyes im Einsatz, unter anderem auch bei der Rallye Dakar. Mit dem Sieg bei der Baja Portalegre 2004 in Portugal konnte er bereits einen ersten Erfolg feiern. Im selben Jahr nahm er zudem am 24-Stunden-Rennen von Le Mans teil. Mit seinen Teamkollegen Rickard Rydell und Darren Turner fuhr er mit einem Ferrari 550 Maranello auf den dritten Rang in der GT-Klasse.
In den Jahren danach widmete sich McRae vermehrt der Entwicklung eigener Fahrzeuge wie dem Hochleistungs-Rallyefahrzeug Colin McRae R4, dieses stellte er 2006 der Öffentlichkeit vor. McRae ist auch Namensgeber für die erfolgreiche Computer- und Konsolen-Spielserie Colin McRae Rally von Codemasters.

## Tödlicher Unfall
Am 15. September 2007 verunglückte Colin McRae tödlich, als sein Hubschrauber (ein Eurocopter AS 350B2) bei starkem Wind während des Anflugs auf den Landeplatz seines Herrenhauses Jerviswood House bei Lanark abstürzte. Er selbst hatte die Unfallmaschine geflogen. Mit ihm waren drei weitere Personen an Bord, die den Unfall ebenfalls nicht überlebten: sein fünfjähriger Sohn John Gavin, dessen sechsjähriger Freund sowie ein Jugendfreund McRaes. Im Dezember 2007 hätte Colin McRae beim Race of Champions in London zusammen mit David Coulthard für Schottland antreten sollen, seinen Platz nahm sein jüngerer Bruder Alister ein. Für 2008 war ein Start bei der Rallye Dakar für das X-Raid-Team und für einen späteren Zeitpunkt seine Rückkehr in die Rallye-Weltmeisterschaft geplant.
Für die Schuld am Absturz konnten seitens der Air Accidents Investigation Branch keine technischen Mängel festgestellt werden. McRae wurde allerdings in mehreren Punkten eine direkte Schuld am Unfall zugewiesen. So war sein Privatpilotenschein bereits seit 2005 abgelaufen und sein Verhalten als Pilot unverantwortlich und unüberlegt, da er zum Unfallzeitpunkt vor allem zu tief geflogen sei.

## Ehrungen
2008 wurde Colin McRae in die Scottish Sports Hall of Fame aufgenommen.

## Statistik

### Erfolge als Rallyefahrer
- einmal Rallye-Weltmeister (1995, als erster Brite)
- dreimal Rallye-Vizeweltmeister (1996, 1997 und 2001)
- 25 WM-Lauf-Siege, 42 WM-Lauf-Podiumsplätze

McRaes Beifahrer waren:
- 1987 (Vauxhall): Mike Broad und Derek Ringer
- 1988–1996 (Peugeot, Ford und Subaru): Derek Ringer
- 1997–2002 (Subaru und Ford): Nicky Grist
- 2003 (Citroën): Derek Ringer
- 2004–2005 (Nissan): Tina Thörner
- 2005 (Škoda): Nicky Grist

### Einzelergebnisse WRC
| Jahr | Team                            | Fahrzeug                | 1   | 2   | 3   | 4   | 5   | 6   | 7   | 8   | 9   | 10  | 11  | 12  | 13  | 14  | 15  | 16  | Punkte | Rang |
| ---- | ------------------------------- | ----------------------- | --- | --- | --- | --- | --- | --- | --- | --- | --- | --- | --- | --- | --- | --- | --- | --- | ------ | ---- |
| 1987 | Colin McRae                     | Vauxhall Nova           | MON | SWE | POR | KEN | FRA | GRE | USA | NZL | ARG | FIN | CIV | ITA | GBR |     |     |     | –      | –    |
| 1987 | Colin McRae                     | Vauxhall Nova           |     | 36  |     |     |     |     |     |     |     |     |     |     | DNF |     |     |     | –      | –    |
| 1988 | Peugeot Talbot Sport            | Peugeot 205 GTI         | MON | SWE | POR | KEN | FRA | GRE | USA | NZL | ARG | FIN | CIV | ITA | GBR |     |     |     | –      | –    |
| 1988 | Peugeot Talbot Sport            | Peugeot 205 GTI         |     |     |     |     |     |     |     |     |     | DNF |     |     |     |     |     |     | –      | –    |
| 1989 | Colin McRae                     | Ford Sierra XR          | SWE | MON | POR | KEN | FRA | GRE | NZL | ARG | FIN | AUS | ITA | CIV | GBR |     |     |     | 8      | 34   |
| 1989 | Colin McRae                     | Ford Sierra XR          | 15  |     |     |     |     |     |     |     |     |     |     |     |     |     |     |     | 8      | 34   |
| 1989 | Gary Smith Motorsport           | Ford Sierra RS Cosworth |     |     |     |     |     |     |     |     |     |     |     |     |     |     |     |     | 8      | 34   |
| 1989 | Gary Smith Motorsport           | Ford Sierra RS Cosworth |     |     |     | 5   |     |     |     |     |     |     |     |     |     |     |     |     | 8      | 34   |
| 1989 | R.E.D.                          | Ford Sierra RS Cosworth |     |     |     |     |     |     |     |     |     |     |     |     |     |     |     |     | 8      | 34   |
| 1989 |                                 | Ford Sierra RS Cosworth |     |     |     |     |     |     |     |     |     | DNF |     |     |     |     |     |     | 8      | 34   |
| 1990 | Shell UK Oil                    | Ford Sierra RS Cosworth | MON | POR | KEN | FRA | GRE | NZL | ARG | FIN | AUS | ITA | CIV | GBR |     |     |     |     | 6      | 34   |
| 1990 | Shell UK Oil                    | Ford Sierra RS Cosworth |     |     |     |     |     |     |     |     | 6   |     |     |     |     |     |     |     | 6      | 34   |
| 1991 | Subaru Rally Team Europe        | Subaru Legacy RS        | MON | SWE | POR | KEN | FRA | GRE | NZL | ARG | FIN | AUS | ITA | CIV | ESP | GBR |     |     | –      | –    |
| 1991 | Subaru Rally Team Europe        | Subaru Legacy RS        |     |     |     |     |     |     |     |     |     |     | DNF |     |     |     |     |     | –      | –    |
| 1992 | Subaru Rally Team Europe        | Subaru Legacy RS        | MON | SWE | POR | KEN | FRA | GRE | NZL | ARG | FIN | AUS | ITA | CIV | ESP | GBR |     |     | 34     | 8    |
| 1992 | Subaru Rally Team Europe        | Subaru Legacy RS        |     | 2   |     |     |     | 4   | DNF |     | 8   |     |     |     |     | 6   |     |     | 34     | 8    |
| 1993 | Subaru World Rally Team         | Subaru Legacy RS        | MON | SWE | POR | KEN | FRA | GRE | ARG | NZL | FIN | AUS | ITA | ESP | GBR |     |     |     | 50     | 5    |
| 1993 | Subaru World Rally Team         | Subaru Legacy RS        |     | 3   | 7   |     | 5   |     |     | 1   |     | 6   |     |     | DNF |     |     |     | 50     | 5    |
| 1993 | Subaru M.S.G.                   | Subaru Vivio Sedan 4WD  |     |     |     |     |     |     |     |     |     |     |     |     |     |     |     |     | 50     | 5    |
| 1993 | Subaru M.S.G.                   | Subaru Vivio Sedan 4WD  | DNF |     |     |     |     |     |     |     |     |     |     |     |     |     |     |     | 50     | 5    |
| 1994 | Subaru Impreza WRT              | Subaru Impreza WRT      | MON | POR | KEN | ESP | FRA | GRE | ARG | NZL | FIN | ITA | GBR |     |     |     |     |     | 49     | 4    |
| 1994 | Subaru Impreza WRT              | Subaru Impreza WRT      | 10  | DNF |     |     | DNF | DNF | DNF | 1   |     | 5   | 1   |     |     |     |     |     | 49     | 4    |
| 1995 | Subaru World Rally Team         | Subaru Impreza WRT      | MON | SWE | POR | FRA | NZL | AUS | ESP | GBR |     |     |     |     |     |     |     |     | 90     | 1    |
| 1995 | Subaru World Rally Team         | Subaru Impreza WRT      | DNF | DNF | 3   | 5   | 1   | 2   | 2   | 1   |     |     |     |     |     |     |     |     | 90     | 1    |
| 1996 | Subaru World Rally Team         | Subaru Impreza WRT      | SWE | KEN | IDN | GRE | ARG | FIN | AUS | ITA | ESP |     |     |     |     |     |     |     | 92     | 2    |
| 1996 | Subaru World Rally Team         | Subaru Impreza WRT      | 3   | 4   | DNF | 1   | DNF | DNF | 4   | 1   | 1   |     |     |     |     |     |     |     | 92     | 2    |
| 1997 | Subaru World Rally Team         | Subaru Impreza WRT      | MON | SWE | KEN | POR | ESP | FRA | ARG | GRE | NZL | FIN | IDN | ITA | AUS | GBR |     |     | 62     | 2    |
| 1997 | Subaru World Rally Team         | Subaru Impreza WRT      | DNF | 4   | 1   | DNF | 4   | 1   | 2   | DNF | DNF | DNF | DNF | 1   | 1   | 1   |     |     | 62     | 2    |
| 1998 | Subaru World Rally Team         | Subaru Impreza WRT      | MON | SWE | KEN | POR | ESP | FRA | ARG | GRE | NZL | FIN | ITA | AUS | GBR |     |     |     | 45     | 3    |
| 1998 | Subaru World Rally Team         | Subaru Impreza WRT      | 3   | DNF | DNF | 1   | DNF | 1   | 5   | 1   | 5   | DNF | 3   | 4   | DNF |     |     |     | 45     | 3    |
| 1999 | Ford Motor Co                   | Ford Focus RS WRC       | MON | SWE | KEN | POR | ESP | FRA | ARG | GRE | NZL | FIN | CHN | ITA | AUS | GBR |     |     | 23     | 6    |
| 1999 | Ford Motor Co                   | Ford Focus RS WRC       | DSQ | DNF | 1   | 1   | DNF | 4   | DNF | DNF | DNF | DNF | DNF | DNF | DNF | DNF |     |     | 23     | 6    |
| 2000 | Ford Motor Co                   | Ford Focus RS WRC       | MON | SWE | KEN | POR | ESP | ARG | GRE | NZL | FIN | CYP | FRA | ITA | AUS | GBR |     |     | 43     | 4    |
| 2000 | Ford Motor Co                   | Ford Focus RS WRC       | DNF | 3   | DNF | DNF | 1   | DNF | 1   | 2   | 2   | 2   | DNF | 6   | DNF | DNF |     |     | 43     | 4    |
| 2001 | Ford Motor Co                   | Ford Focus RS WRC       | MON | SWE | POR | ESP | ARG | CYP | GRE | KEN | FIN | NZL | ITA | FRA | AUS | GBR |     |     | 42     | 2    |
| 2001 | Ford Motor Co                   | Ford Focus RS WRC       | DNF | 9   | DNF | DNF | 1   | 1   | 1   | DNF | 3   | 2   | 8   | 11  | 5   | DNF |     |     | 42     | 2    |
| 2002 | Ford Motor Co                   | Ford Focus RS WRC       | MON | SWE | FRA | ESP | CYP | ARG | GRE | KEN | FIN | DEU | ITA | NZL | AUS | GBR |     |     | 35     | 4    |
| 2002 | Ford Motor Co                   | Ford Focus RS WRC       | 4   | 6   | DNF | 6   | 6   | 3   | 1   | 1   | DNF | 4   | 8   | DNF | DNF | 5   |     |     | 35     | 4    |
| 2003 | Citroën Total World Rally Team  | Citroën Xsara WRC       | MON | SWE | TUR | NZL | ARG | GRE | CYP | DEU | FIN | AUS | ITA | FRA | ESP | GBR |     |     | 45     | 7    |
| 2003 | Citroën Total World Rally Team  | Citroën Xsara WRC       | 2   | 5   | 4   | DNF | DNF | 8   | 4   | 4   | DNF | 4   | 6   | 5   | 9   | 4   |     |     | 45     | 7    |
| 2005 | Škoda Motorsport                | Škoda Fabia WRC         | MON | SWE | MEX | NZL | ITA | CYP | TUR | GRE | ARG | FIN | DEU | GBR | JPN | FRA | ESP | AUS | 2      | 23   |
| 2005 | Škoda Motorsport                | Škoda Fabia WRC         |     |     |     |     |     |     |     |     |     |     |     | 7   |     |     |     | DNF | 2      | 23   |
| 2006 | Kronos Citroën World Rally Team | Citroën Xsara WRC       | MON | SWE | MEX | ESP | FRA | ARG | ITA | GRE | DEU | FIN | JPN | CYP | TUR | AUS | NZL | GBR | –      | –    |
| 2006 | Kronos Citroën World Rally Team | Citroën Xsara WRC       |     |     |     |     |     |     |     |     |     | DNF |     |     |     |     |     |     | –      | –    |

### Le-Mans-Ergebnisse
| Jahr | Team            | Fahrzeug                  | Teamkollege    | Teamkollege   | Platzierung | Ausfallgrund |
| ---- | --------------- | ------------------------- | -------------- | ------------- | ----------- | ------------ |
| 2004 | Prodrive Racing | Ferrari 550 GTS Maranello | Rickard Rydell | Darren Turner | Rang 9      |              |